# Jack Broughton
Jack Broughton (ur. 1704 w Baunton, zm. 8 stycznia 1789 w Lambeth) – angielski bokser z okresu walk na gołe pięści.
Karierę bokserską rozpoczął w 1725 w Bristolu. Po licznych zwycięstwach stał się faworytem Jamesa Figga pierwszego angielskiego mistrza bokserskiego. Mistrzem był uznawany od 1736 po wygranym trwającym 20 minut pojedynku z George’em Taylorem.
24 kwietnia 1741 roku stoczył zwycięski 35-minutowy pojedynek z George’em Stevensonem, który kilka dni później w wyniku odniesionych obrażeń zmarł. Po tym zdarzeniu zawiesił karierę. W marcu 1743 otworzył Broughton’s Amphitheatre przy Oxford Road w Londynie. W tym samym roku, 16 sierpnia, ogłosił pierwszy w dziejach nowożytnego boksu zbiór przepisów Rules of the Ring znanych jako Broughton’s Rules. Obowiązywały one do 1838 kiedy wprowadzono London Prize Ring Rules.
Tytuł mistrza stracił przegrywając 10 kwietnia 1750 z Jackiem Slackiem. Walka trwała tylko 14 minut. Broughton nie mógł jej kontynuować bo po otrzymanych ciosach nie widział przeciwnika. Po tym wydarzeniu zakończył karierę a amfiteatr zamienił na sklep z antykami. Zmarł w wieku 85 lat. Pochowany został w opactwie westminsterskim.
W roku 1990 został wybrany do Międzynarodowej Bokserskiej Galerii Sław.